# Mexicapa
Mexicapa är en ort i kommunen Ocuilan i delstaten Mexiko i Mexiko. Samhället hade 264 invånare vid folkräkningen år 2020.